# Bell AH-1 SuperCobra
El Bell AH-1 SuperCobra es un helicóptero de ataque bimotor fabricado por Bell Helicopter y basado en el monomotor Bell AH-1 Cobra del Ejército de Estados Unidos. Las versiones Cobra de doble motor incluyen el AH-1J SeaCobra, el AH-1T Improved SeaCobra, y el AH-1W SuperCobra. El AH-1W fue la espina dorsal de la flota de helicópteros de ataque del Cuerpo de Marines de Estados Unidos, siendo reemplazado en servicio por el modelo actualizado AH-1Z Viper.

## Desarrollo
El AH-1 Cobra fue desarrollado a mediados de la década de 1960 como helicóptero artillado para el Ejército de los Estados Unidos para ser usado en la Guerra de Vietnam. El Cobra compartió la transmisión, el sistema de rotor, y el motor turboeje Lycoming T53 del helicóptero utilitario UH-1 Iroquois.
En junio de 1967, fueron entregados los primeros AH-1G HueyCobra. Bell construyó 1116 helicópteros AH-1G para el Ejército estadounidense entre 1967 y 1973; los Cobra cumplieron más de un millón de horas operacionales en Vietnam.
El Cuerpo de Marines de los Estados Unidos estuvo muy interesado en el AH-1G Cobra, pero prefirió una versión bimotor para mejorar la seguridad en operaciones sobre agua, y también quiso una arma montada en torreta de más potencia. Al principio, el Departamento de Defensa de los Estados Unidos se había negado a proporcionar a los Marines una versión bimotor del Cobra, creyendo que mantener los de los Marines en común con los AH-1G del Ejército tenía más ventajas que equipar motores diferentes. Sin embargo, los Marines ganaron y concedieron a Bell un contrato por 49 helicópteros bimotor AH-1J SeaCobra en mayo de 1968. Como medida provisional, el Ejército estadounidense cedió 38 helicópteros AH-1G a los Marines en 1969. El AH-1J también incorporó una arma de torreta más potente, un cañón rotativo XM197 de tres tubos de 20 mm que estaba basado en el cañón rotativo M61 Vulcan de seis tubos.

### Componentes del AH-1W SuperCobra

#### Electrónica
| Sistema        | País | Fabricante | Notas         |
| -------------- | ---- | ---------- | ------------- |
| Redes de datos |      |            | MIL-STD-1553B |

#### Armamento

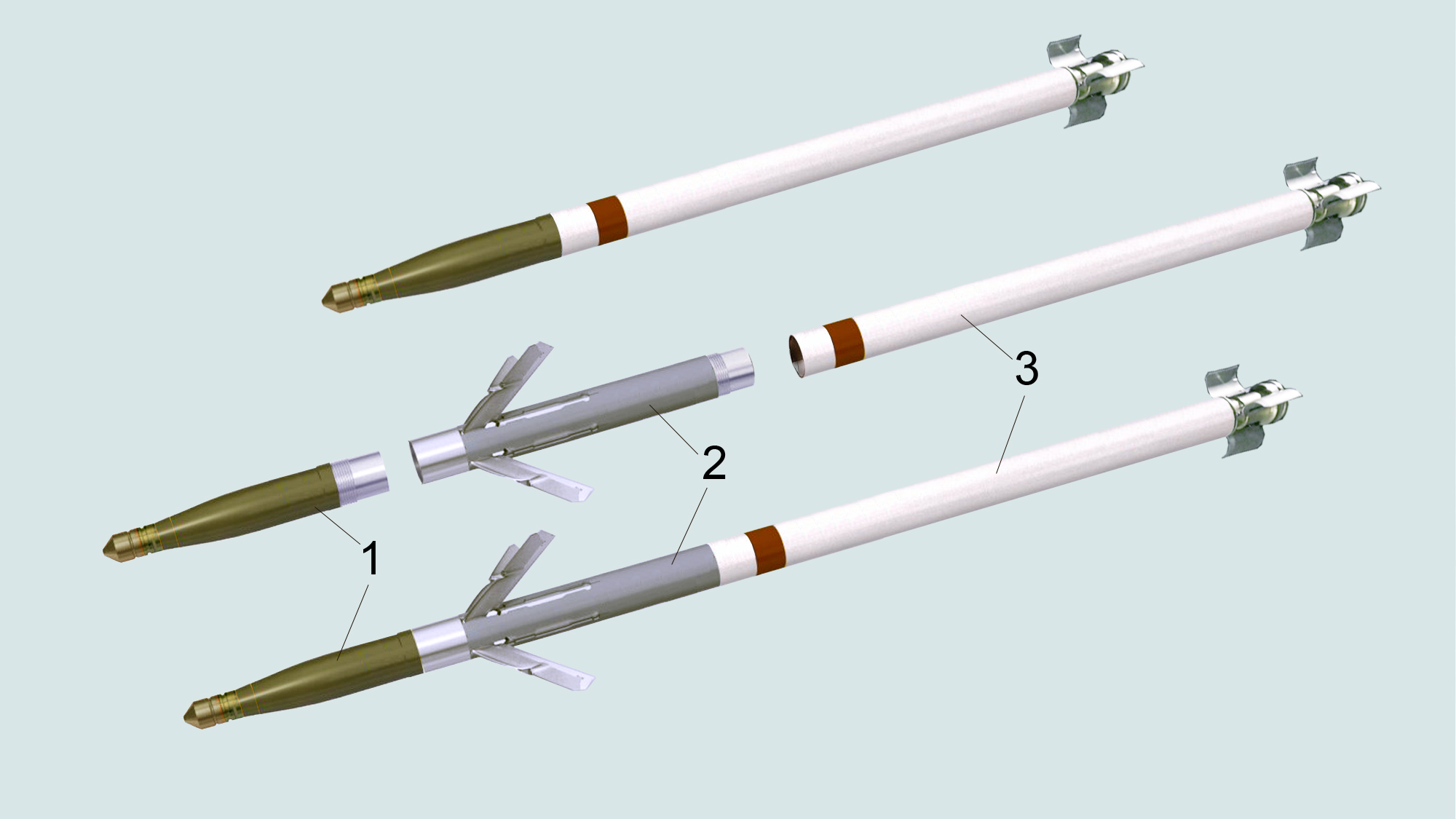
Hydra 70 + WGU-59/B = APKWS.

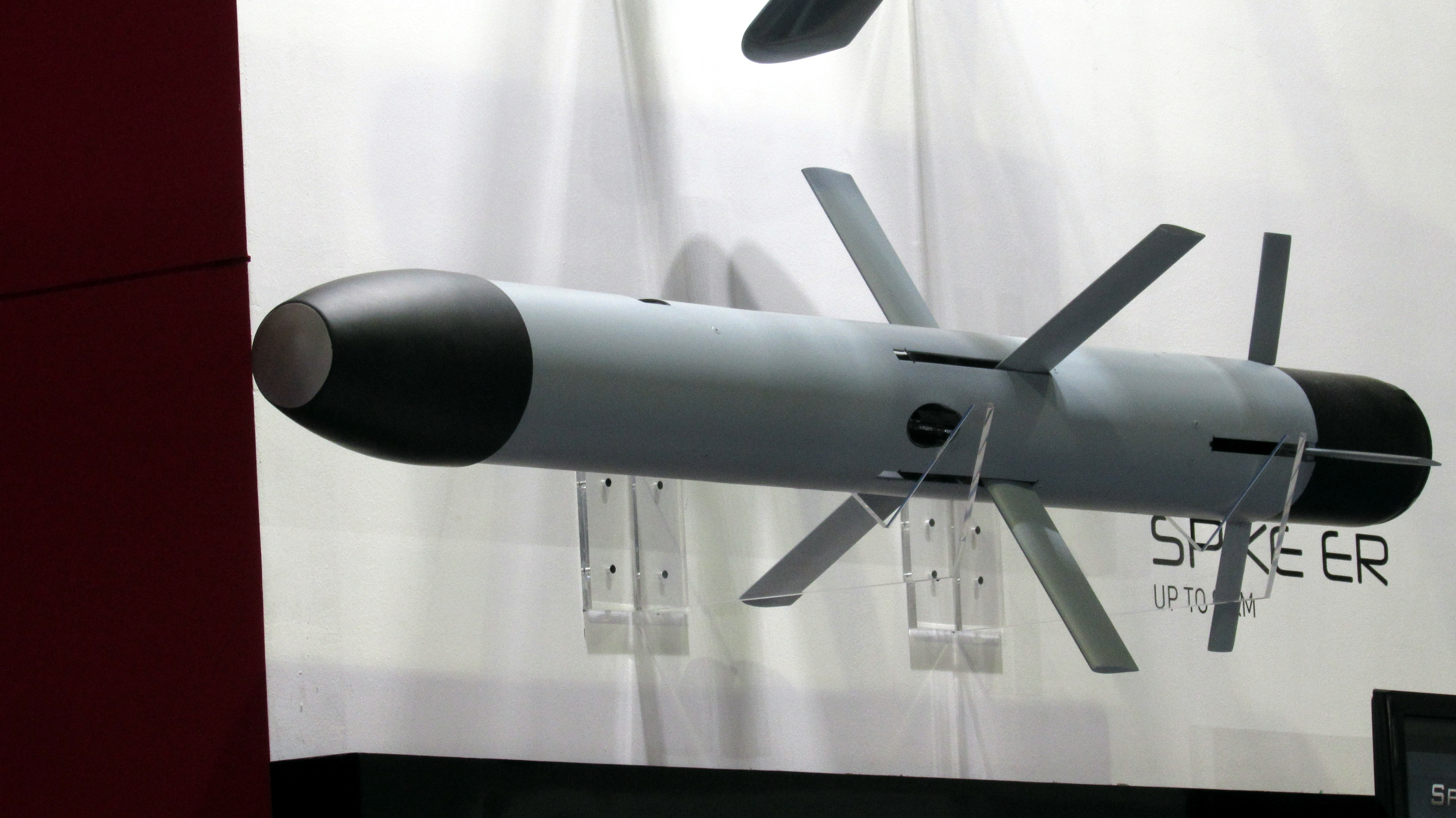
Spike-ER.

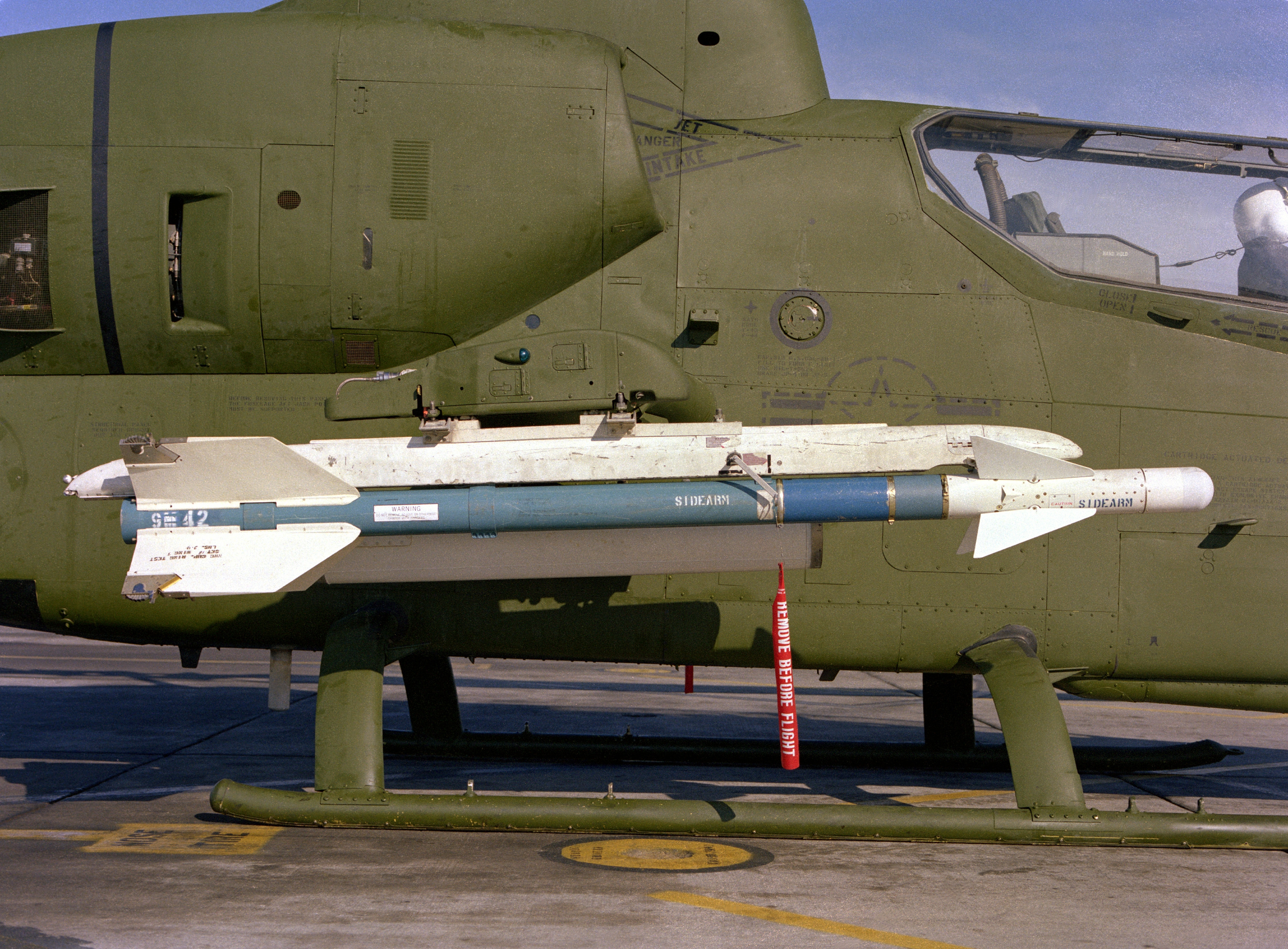
AGM-122 Sidearm.

| Sistema                                            | País           | Fabricante                                | Notas                    |
| -------------------------------------------------- | -------------- | ----------------------------------------- | ------------------------ |
| Cañón                                              | Estados Unidos | General Dynamics                          | 1 × cañón M197 de 20 mm. |
| Cohete SNEB 68mm                                   | Francia        | Matra Thomson-CSF                         |                          |
| Cohete aire-tierra Hydra 70 de 70mm                | Estados Unidos | General Dynamics                          |                          |
| Cohete aire-tierra Zuni de 127 mm                  | Estados Unidos | Hunter Douglas                            |                          |
| Kit de guiado láser WGU-59/B para cohetes Hydra 70 | Estados Unidos | BAE Systems                               |                          |
| Misil antitanque BGM-71B/C/D/H TOW                 | Estados Unidos | Raytheon                                  |                          |
| Misil antitanque AGM-114K/L/N/M1 Hellfire          | Estados Unidos | Lockheed Martin                           |                          |
| Misil antitanque AGM-179 JAGM                      | Estados Unidos | Lockheed Martin                           |                          |
| Misil antitanque Spike-ER                          | Israel         | Rafael Advanced Defense Systems           |                          |
| Misil antirradiación AGM-122A Sidearm              | Estados Unidos | Motorola                                  |                          |
| Misil aire-aire AIM-9L/M-8/X Sidewinder            | Estados Unidos | Raytheon                                  |                          |
| Bomba Mark 81                                      | Estados Unidos | General Dynamics                          |                          |
| Bomba Mark 82                                      | Estados Unidos | General Dynamics                          |                          |
| Bomba incendiaria Mark 77                          | Estados Unidos |                                           |                          |
| Bomba termobárica CBU-55/B                         | Estados Unidos | Honeywell Naval Weapons Center China Lake |                          |

#### Propulsión
| Sistema | País           | Fabricante       | Notas          |
| ------- | -------------- | ---------------- | -------------- |
| Motor   | Estados Unidos | General Electric | 2× T700-GE-401 |

## Historia operacional

### Estados Unidos

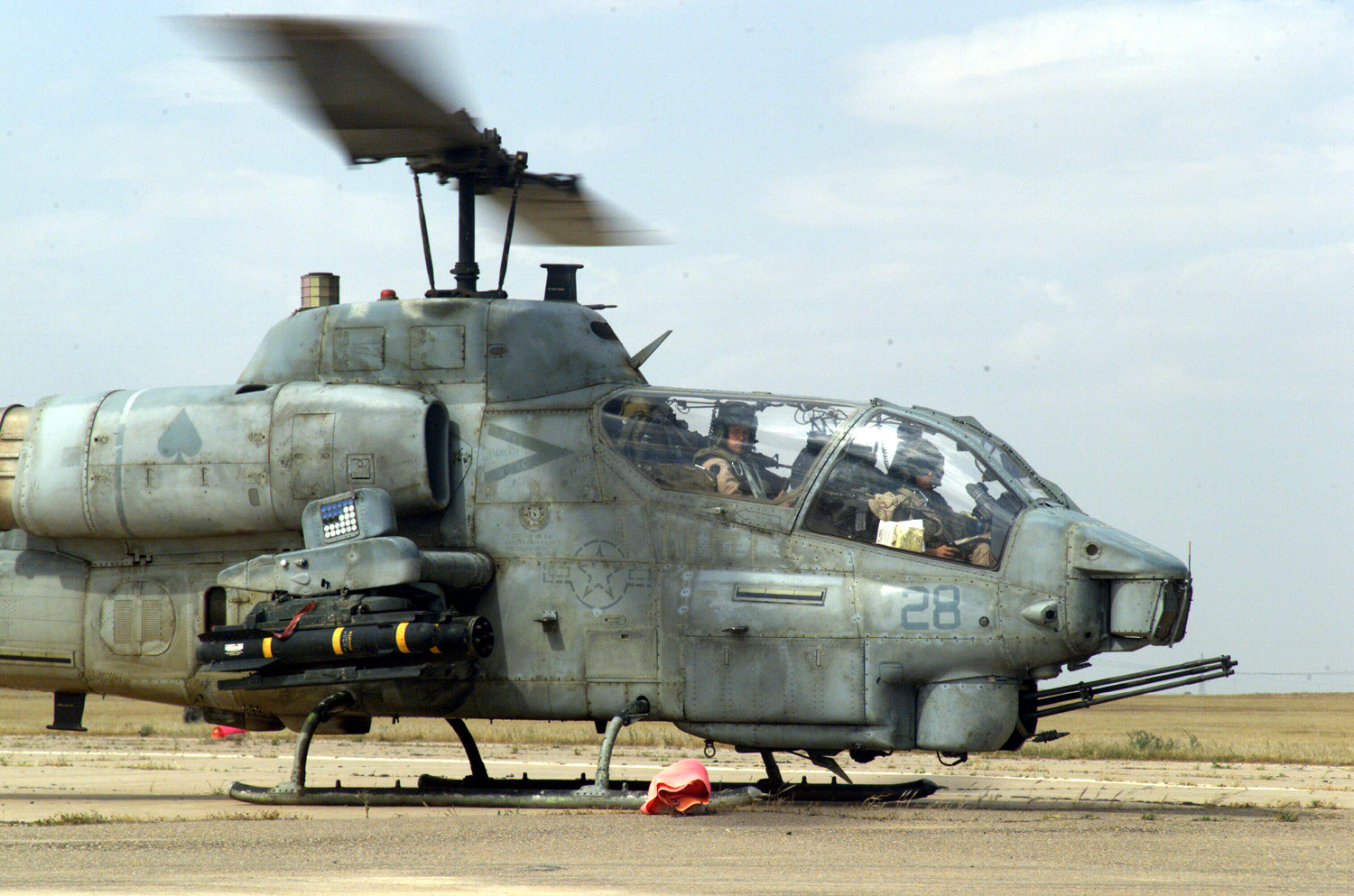
Marines estadounidenses reabasteciendo un AH-1W SuperCobra durante la Invasión de Irak.

Durante los últimos meses de la participación de los Estados Unidos en la Guerra de Vietnam, el Cuerpo de Marines embarcó el AH-1J SeaCobra asignado a HMA-369 (ahora HMLA-369) a bordo de los buques Denver, Cleveland y más tarde Dubuque, para la interceptación marítima de la Ruta de Ho Chi Minh en Vietnam del Norte, cerca de la isla Hon La (Tigre). Estas se denominaron operaciones de cazadores y asesinos marinos (MARHUK) y duraron de junio a diciembre de 1972.
Los Cobra de los Marines participaron en la invasión de Granada, durante la Operación Furia Urgente en 1983, en misiones de escolta de helicópteros y apoyo cercano. Dos AH-1T de los Marines fueron derribados y tres miembros de las tripulaciones asesinados. Los Marines también desplegaron el AH-1 frente a la costa de Beirut, Líbano, en 1983, durante la guerra civil de esa nación. Los AH-1 estaban armados con misiles Sidewinder y cañones con munición incendiaria como medida de emergencia de defensa aérea contra la amenaza de aviones civiles ligeros empleados por terroristas suicidas.
La variante AH-1W entró en servicio con el USMC en 1985 y 1986.
Los Cobra del USMC proporcionaron escolta en el Golfo Pérsico a finales de la década de 1980, mientras la Guerra Irán-Irak estaba en curso. Los Cobra hundieron tres botes patrulleros iraníes mientras perdían un AH-1T por el fuego antiaéreo iraní. Los Cobra del Saipan realizaron vuelos de "tapa superior" durante una evacuación de ciudadanos estadounidenses y otros ciudadanos extranjeros de Liberia en 1990.
Durante la Guerra del Golfo, se desplegaron 78 SuperCobra, y volaron un total de 1273 salidas en Irak sin pérdidas de combate. Sin embargo, tres AH-1 se perdieron en accidentes durante y después de las operaciones de combate. Las unidades AH-1W fueron acreditadas con la destrucción de 97 tanques, 104 vehículos blindados de transporte de personal y vehículos, y dos asentamientos de artillería antiaérea durante la campaña terrestre de 100 horas.
Los Cobra brindaron apoyo para la intervención humanitaria de los Estados Unidos en Somalia, durante la Operación Restaurar la Esperanza en 1992-93. También fueron empleados durante la invasión estadounidense de Haití en 1994. Las Cobra del USMC se usaron en intervenciones militares estadounidenses en la ex Yugoslavia en la década de 1990, y dos AH-1W ayudaron en el rescate del Capitán de la USAF Scott O'Grady, después de su F-16 fuese derribado por un SAM en junio de 1995.
Los AH-1 Cobra continúan operando con el Cuerpo de Marines de los Estados Unidos. Las Cobra del USMC también se usaron en operaciones durante la década de 1990. Los Cobra del USMC también ha servido en la Operación Libertad Duradera en Afganistán y en la Operación Libertad Iraquí en el conflicto en Irak. Si bien los nuevos aviones de reemplazo se consideraron como una alternativa a las actualizaciones importantes de la flota de AH-1, los estudios del Cuerpo de Marines mostraron que una actualización era la solución más asequible, más compatible y más efectiva para la misión del helicóptero de ataque ligero del Cuerpo de Marines.
Durante la invasión de Irak en 2003, 46 de las 58 Cobra del USMC sufrieron daños de batalla, principalmente por armas de infantería.
El 19 de septiembre de 2011, un AH-1W del USMC se estrelló durante los ejercicios de entrenamiento en Camp Pendleton, California, muriendo los dos tripulantes a bordo. Una investigación sobre el accidente determinó que fue causada por un impacto de ave. El avión colisionó con un halcón de cola roja, el impacto dañó el enlace de cambio de tono que a su vez produjo vibraciones en los rotores tan feroces que causaron que la transmisión y los rotores se separaran del cuerpo del helicóptero.
A finales de agosto de 2016, los AH-1W Cobra de los Marines que volaban desde el USS Wasp comenzaron a volar misiones de combate sobre Sirte, Libia, contra el Estado Islámico de Irak y el Levante en Libia, proporcionando un apoyo aéreo cercano para milicias amigas en tierra. En las etapas posteriores de la operación, los AH-1W volaron misiones de combate desde la cubierta del USS San Antonio después de que ese barco reemplazó al Wasp en octubre de 2016.
En octubre de 2020, el USMC anunció oficialmente el retiro del servicio del helicóptero Bell AH-1W SuperCobra, después de 34 años de servicio.

### Irán
En 1971, Irán compró 202 ejemplares de un AH-1J mejorado, denominado "AH-1J International", de los Estados Unidos. Este Cobra mejorado presentaba un motor P&WC T400-WV-402 mejorado y una transmisión más robusta. El engranaje de amortiguación de retroceso se instaló en la torreta M-197 de 20 mm, y el artillero recibió una mira estabilizada e incluso un asiento estabilizado. De los AH-1J entregados a la Aviación del Ejército Imperial Iraní del Sah, 62 eran capaces de lanzar misiles TOW.
Los AH-1J iraníes participaron en la Guerra Irán-Irak, que vio el uso más intensivo de helicópteros en cualquier guerra convencional. El AH-1J iraní (particularmente los que tienen capacidad de lanzar misiles TOW) fueron "excepcionalmente efectivos" en la guerra contra los blindados, infligiendo grandes pérdidas en las formaciones de vehículos y blindados iraquíes. En las operaciones sobre el terreno árido en Juzestán, y más tarde en el sur de Irak, además de las tácticas estándar, los pilotos iraníes desarrollaron tácticas especiales y efectivas, a menudo de la misma manera que lo hicieron los soviéticos con su Mi-24. Debido a las sanciones de armas posteriores a la Revolución, los iraníes tuvieron que arreglárselas con lo que tenían a mano: equiparon el AH-1J con misiles AGM-65 Maverick y los usaron con cierto éxito en varias operaciones.
A partir de octubre de 1980, los AH-1J participaron en combates aire-aire con helicópteros iraquíes Mil Mi-24 en varias ocasiones distintas durante la Guerra Irán-Irak. Los resultados de estos enfrentamientos están en disputa. Un documento citó que el AH-1J iraní se enfrentó a los helicópteros iraquíes Mi-8 y Mi-24. Las fuentes informan que los pilotos iraníes de AH-1 lograron una proporción de derribos de 10:1 sobre los pilotos de helicópteros iraquíes durante estos enfrentamientos. Además, una fuente afirma que diez AH-1J iraníes se perdieron en la guerra, en comparación con seis Mi-24 iraquíes perdidos. Las escaramuzas se describen como bastante igualadas en otra fuente. El Mi-24 era más rápido y más potente, pero el AH-1J era más ágil. Incluso hubo enfrentamientos entre el AH-1J iraní y aviones iraquíes de ala fija. El AH-1J anotó tres derribos confirmados contra MiG-21, reclamó un Su-20 y compartió la destrucción de un MiG-23, todos utilizando su cañón M197 de 20 mm. Alrededor de la mitad de los AH-1J se perdieron durante el conflicto por el combate, los accidentes y el simple desgaste. Ali Akbar Shiroodi y Ahmad Keshvari fueron dos distinguidos pilotos iraníes de Cobra durante la Guerra Irán-Irak y se consideran héroes de guerra en Irán.
En 1988, dos MiG-23 soviéticos derribaron un par de AH-1J iraníes que se habían extraviado en el espacio aéreo afgano occidental.
Los AH-1J iraníes están en servicio con la Aviación del Ejército de la República Islámica de Irán y se han sometido a programas de actualización indígenas.

### Taiwán
En 1984, Taiwán anunció un requisito para helicópteros de ataque y evaluó los helicópteros MBB Bo 105 y MD 500. El requisito se convirtió en un encargo de 42 AH-1W SuperCobra para 1992. Las entregas de estos fueron de 1993 a 1997. En 1997 se ordenaron otros 21 AH-1W. El Ministerio de Defensa Nacional asignó los helicópteros al Centro de Entrenamiento de Aviación del Ejército taiwanés y dos brigadas de helicópteros de ataque de la Aviación del Ejército.

### Turquía
Turquía compró diez AH-1W SuperCobra a principios de la década de 1990 y se complementó con 32 AH-1 Cobra ex del Ejército de los Estados Unidos. Los AH-1 se han utilizado contra los insurgentes del Partido de los Trabajadores del Kurdistán (PKK). A finales de 2011, Turquía solicitó la compra de tres AH-1W del inventario de USMC.
El 13 de mayo de 2016, militantes del PKK derribaron un AH-1W SuperCobra del ejército turco utilizando MANPADS 9K38 Igla (SA-18 Grouse). En el vídeo publicado, el misil cortó la sección de cola del resto del helicóptero, haciendo que gire, se fragmente en el aire y se estrelle, muriendo los dos pilotos a bordo. El gobierno turco inicialmente afirmó que cayó debido a un fallo técnica, más tarde se hizo evidente que había sido derribado.

## Variantes

### Bimotor

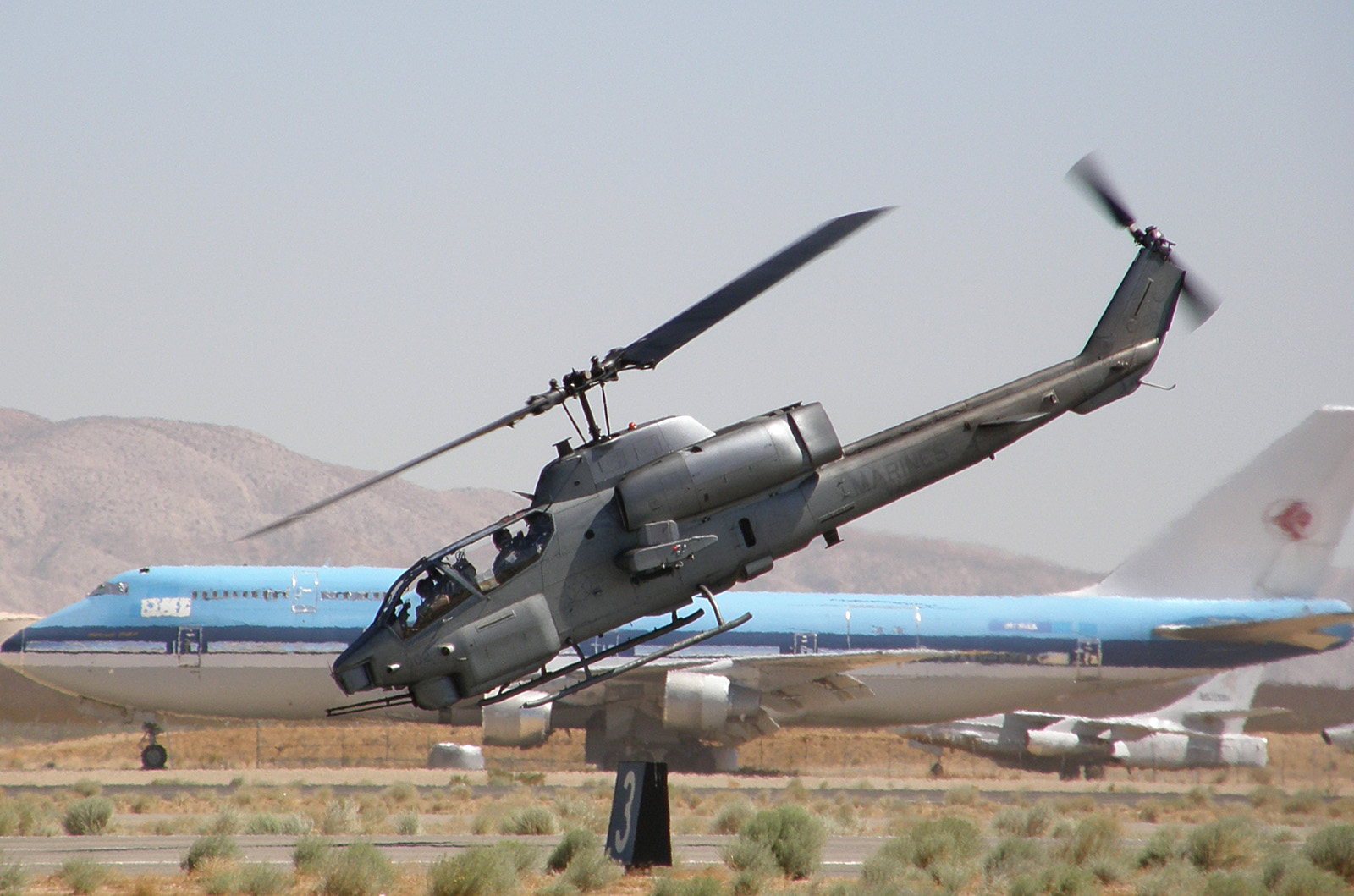
AH-1W en una misión de entrenamiento en el Mojave Spaceport.

AH-1J SeaCobra
Versión bimotor original.
AH-1J International
Versión de exportación del AH-1J SeaCobra.
AH-1T Improved SeaCobra
Versión mejorada con larguero de cola y fuselaje extendidos y actualización de la transmisión y los motores.
AH-1W SuperCobra
("Whiskey Cobra"), versión día-noche con motores más potentes y capacidad para portar armas más avanzadas.
AH-1Z Viper
("Zulu Cobra"), actualización del SuperCobra conjunta con el UH-1Y Venom. Incluye un rotor principal de cuatro palas mejorado y añade el Sistema de adquisición de Objetivos Nocturno NTS (Night Targeting System).
Bell 309 KingCobra
Versión experimental propulsada por dos motores.
Cobra Venom
Versión propuesta para el Reino Unido.
AH-1RO Drácula
Versión propuesta para Rumanía.
AH-1Z King Cobra
AH-1Z ofrecido para el programa ATAK de Turquía; elegido para producción, pero posteriormente cancelado, cuando Bell y Turquía no consiguieron llegar a un acuerdo en la producción.[cita requerida]
Panha 2091
Actualización sin licencia de los AH-1J International de Irán.

## Operadores

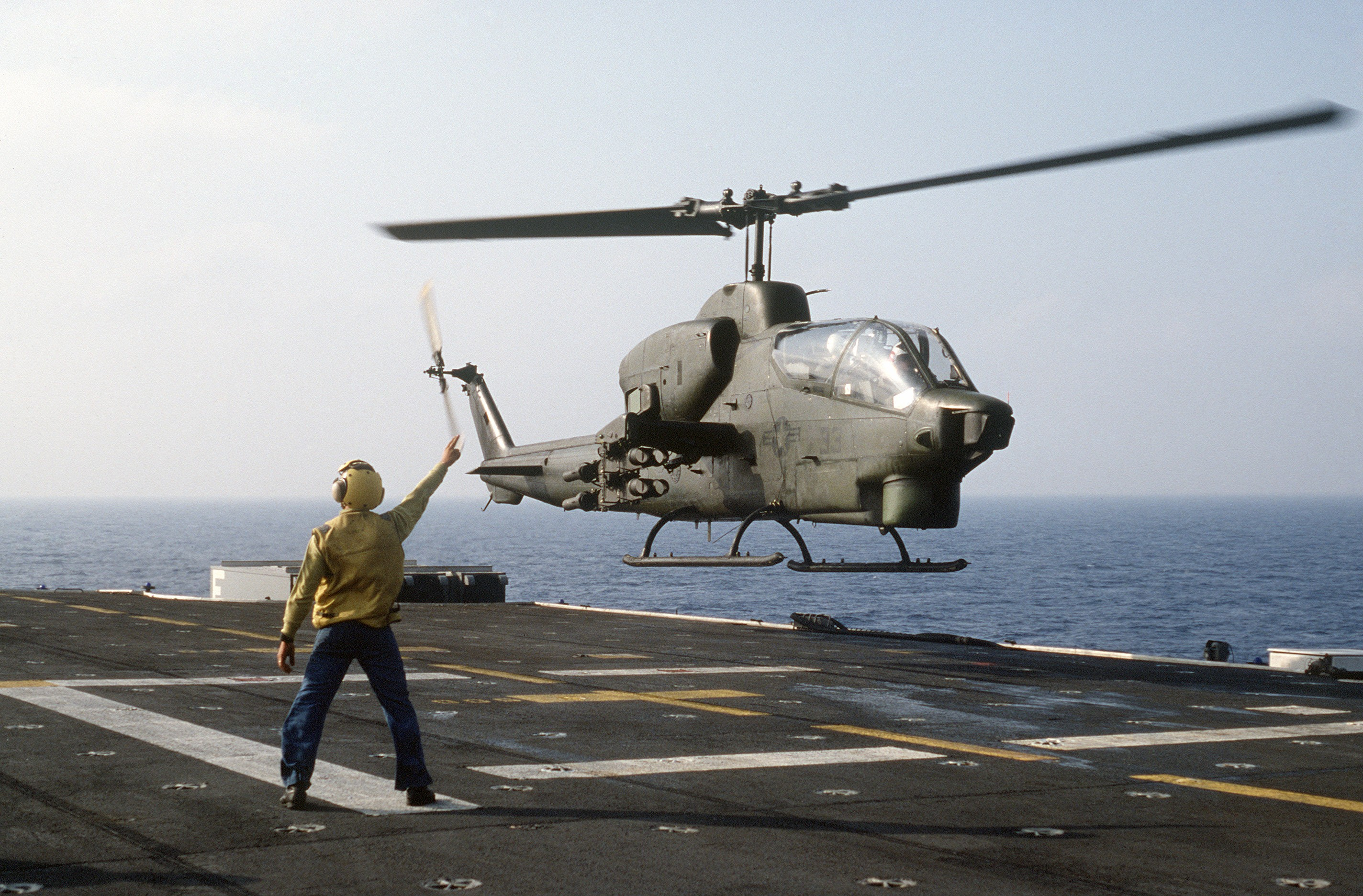
Un AH-1T Sea Cobra se prepara para apontar en el buque de asalto anfibio USS Iwo Jima (LPH-2).

### Actuales
Irán
- El Ejército de la República Islámica de Irán recibió 202 AH-1J International. Un número desconocido de Panha 2091, una actualización del AH-1J hecha localmente sin licencia, sirve con el ejército y la Guardia Revolucionaria.

 Taiwán
- El Ejército de la República de China recibió 63 AH-1W.

 Turquía
- El Ejército Turco opera 9 AH-1W, pendientes de actualización.

### Antiguos
Estados Unidos
- El Cuerpo de Marines de los Estados Unidos tenía aproximadamente 269 AH-1W antes de las entregas de los nuevos AH-1Z.[5]
- La Armada de los Estados Unidos usaba 7 AH-1W para propósitos de pruebas y evaluación en nombre del Cuerpo de Marines.

## Especificaciones (AH-1W SuperCobra)
Referencia datos: Verier, Modern Fighting Aircraft, International Directory of Military Aircraft

### Características generales
- Tripulación: Dos (piloto, copiloto/artillero)
- Longitud: 

  - Fuselaje: 13,9 m
  - Total: 17,7 m (rotores incluidos)
- Diámetro rotor principal: 14,6 m (47,9 ft)
- Envergadura: 3,28 m (estructuras alares)
- Altura: 4,2 m (13,7 ft)
- Área circular: 168,1 m² (1809,5 ft²)
- Peso vacío: 4630 kg (10 204,5 lb)
- Peso máximo al despegue: 6690 kg (14 744,8 lb)
- Planta motriz: 2× Turboeje General Electric T700-401.
  - Potencia: 1300 kW (1792 HP; 1768 CV) cada uno.
- Hélices: Rotor principal y rotor de cola, ambos con 2 palas

### Rendimiento
- Velocidad máxima operativa (Vno): 352 km/h (219 MPH; 190 kt)
- Alcance: 587 km (317 nmi; 365 mi)
- Techo de vuelo: 3720 m (12 205 ft)
- Régimen de ascenso: 8,2 m/s (1614 ft/min)

### Armamento
- Cañones: 

  - 1x cañón rotativo M197 con 3 tubos de 20 mm en torreta A/A49E-7, con capacidad para 750 proyectiles
- Puntos de anclaje: 4 pilones en las estructuras alares para cargar una combinación de:   
  - Cohetes: En los dos pilones interiores de las estructuras alares

    - 14/38× Hydra 70 de 70 mm, en contenedores LAU-68C/A de 7 cohetes o LAU-61D/A de 19 cohetes
    - 16× Zuni de 127 mm, en 2× contenedores LAU-10D/A de 8 cohetes

  - Misiles: En los dos pilones exteriores de las estructuras alares

    - 8× AGM-114 Hellfire o TOW antitanque, montados en dos lanzaderas M272 o XM65 (respectivamente) de cuatro misiles
    - 2× AIM-9 Sidewinder aire-aire, montados en lanzaderas individuales

## Aeronaves relacionadas

### Desarrollos relacionados
- AH-1 Cobra
- AH-1Z Viper
- Bell 309
- Bell YAH-63
- UH-1N Twin Huey
- UH-1Y Venom
- Panha 2091

### Aeronaves similares
- AH-64 Apache
- HAL Light Combat Helicopter
- AgustaWestland AW129 Mangusta
- Kawasaki OH-1 Ninja
- Denel AH-2 Rooivalk
- Eurocopter EC 665 Tigre

### Secuencias de designación
- Secuencia Numérica (interna de Bell): ← 206 - 207 - 208 - 209 - 210 - 211 - 212 →
- Secuencia H-_ (Helicópteros estadounidenses, redesignación de 1962 usando números antiguos): H-1 (UH-1/N/Y, AH-1/J/T/W/Z) - H-2/G/Tomahawk - H-3 (SH-3, CH-3/HH-3) - H-4 →